# 弾薬盒

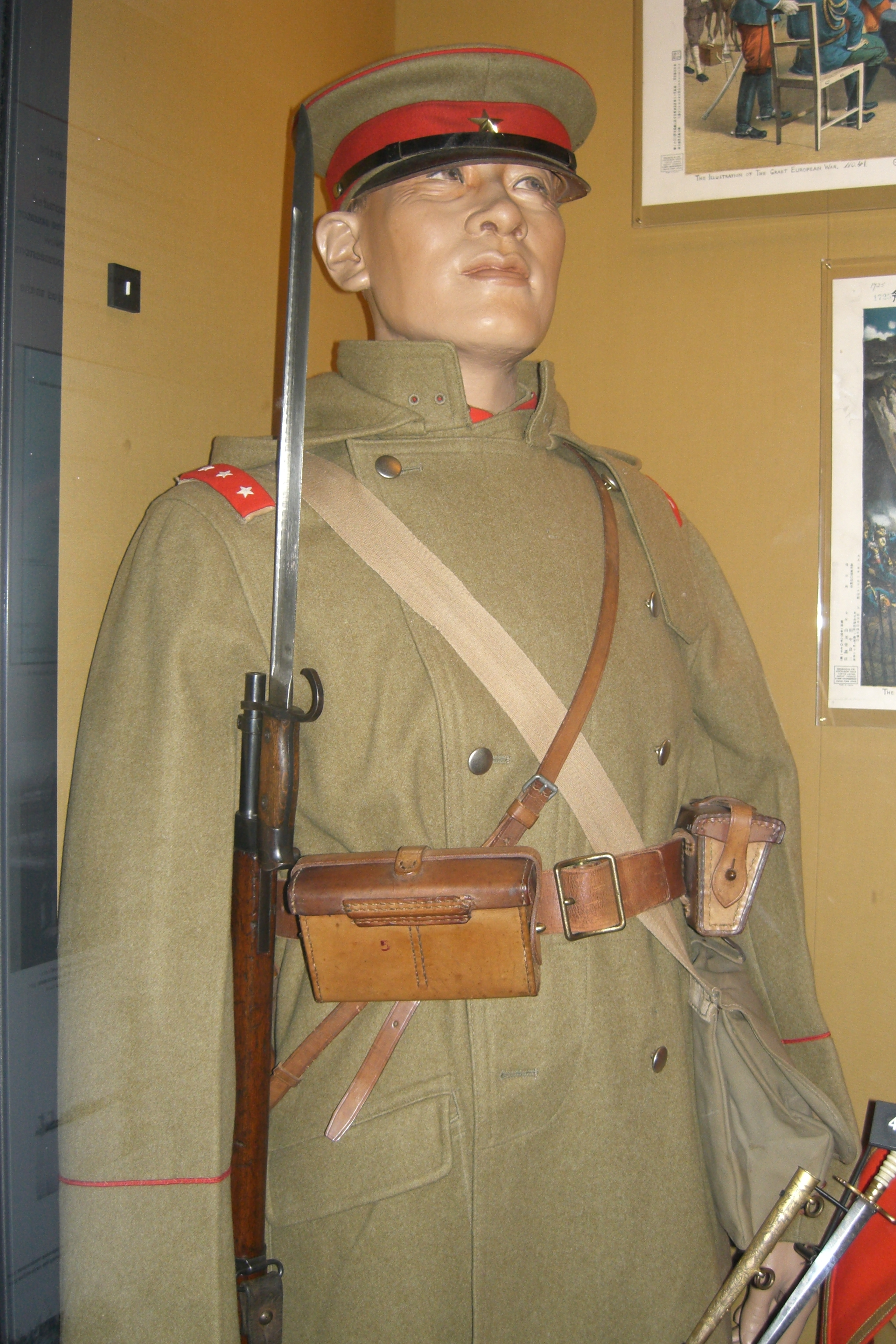
日本陸軍の歩兵を模したマネキン。革帯に弾薬盒を装着している。

弾薬盒（だんやくごう）は、小銃の弾薬を携帯するための小型の箱（盒）である。弾盒とも呼ばれる。この言葉は明治時代の建軍時に日本陸軍が造語したもので、日本海軍では火縄銃の弾入れを指す語だった胴乱（どうらん）という呼び方がそのまま使われた。また、日本陸軍でも昭和に入ってからは単に弾入れという表現が広く使われるようになった。
英語では布製のものや小銃以外の弾薬を収める容器も含めてAmmo pouch、Ammunition pouchなどと呼ばれる。また、自衛隊では弾倉を収納する布製の袋を弾入れと呼称している。

## 日本軍
日本軍が採用した弾薬盒は、褐色の多脂牛革と褐色の堅牛革とで製作されており、歩兵用と騎兵用とでその構造・容量が異なった。歩兵用は三十年式および三八年式銃の物が共通で、騎兵用は三十年式、三八式および四四式銃の物が共通であった。
歩兵用は、前盒2箇、後盒1箇を帯革に通して携帯した。前盒は仕切り板によって分かれ、弾薬の紙箱の形状を保つようにし、弾薬2包を納めた。後盒も仕切り板によって2室に分かれた長方形の箱状で、それぞれ2包、計4包の弾薬を入れ、両側面に転螺器 (ねじ回し) および油壺 (手入れ油の小瓶) を装着する室がある。弾薬盒の底面に楕円孔が2箇所開けられ、弾薬を下から押し上げて取り出すのに便利となっている。前盒の蓋は長手方向に設けられたストラップで閉じられ、使用者の体から離れる方向へ開く。後盒の蓋は蓋に付属するタブで閉じられ、使用者の体へ向かって開く。
弾薬の紙箱には挿弾子 (クリップ) にまとめられた5発の実包が3組包装されており、個人が携帯する実包は左右の前盒を合わせて60発、後盒で60発、計120発が定数となる。状況によっては前盒1個だけを携行するなど、弾薬盒の数を減らすこともあった。
騎兵用は盒は3室に分けられ、中央の室に転螺器、油壺を入れ、両側の室に弾薬をそれぞれ1包入れる。外部に薬室掃除器および洗管を装着する室がある。そのほか負革および帯革が付された。
日本軍の弾薬盒は7.7mm九九式小銃が登場してからも基本的なデザインを変えなかったが、素材を革からゴム引き圧搾帆布に改めたバリエーションも登場した。後者は省資源・低コストのほか、手入れが簡単で防水性能も高いという利点を持っていた。

## その他

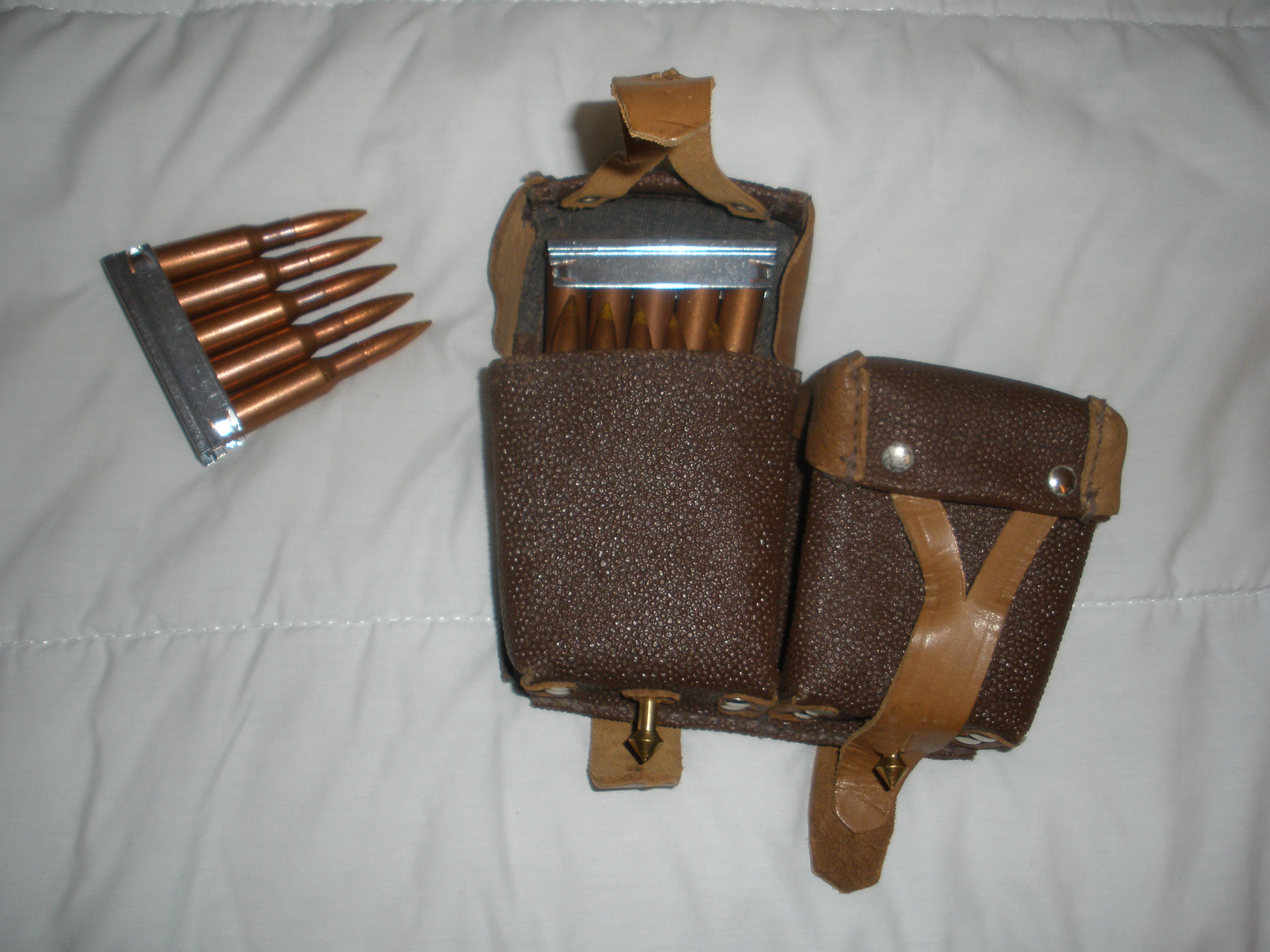
ソ連邦製モシン・ナガン小銃用の弾薬盒。
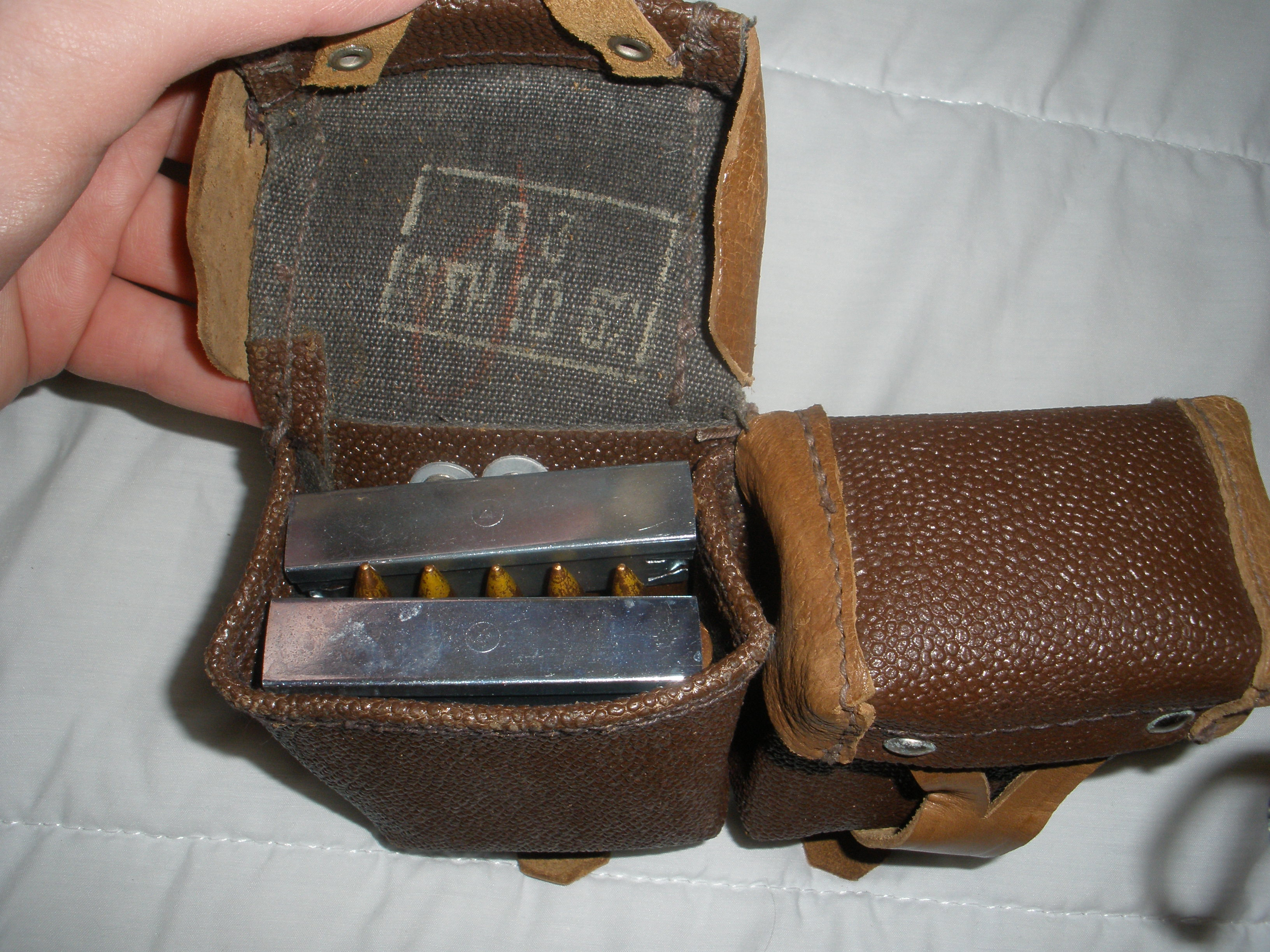
ソ連邦製モシン・ナガン小銃用の弾薬盒。
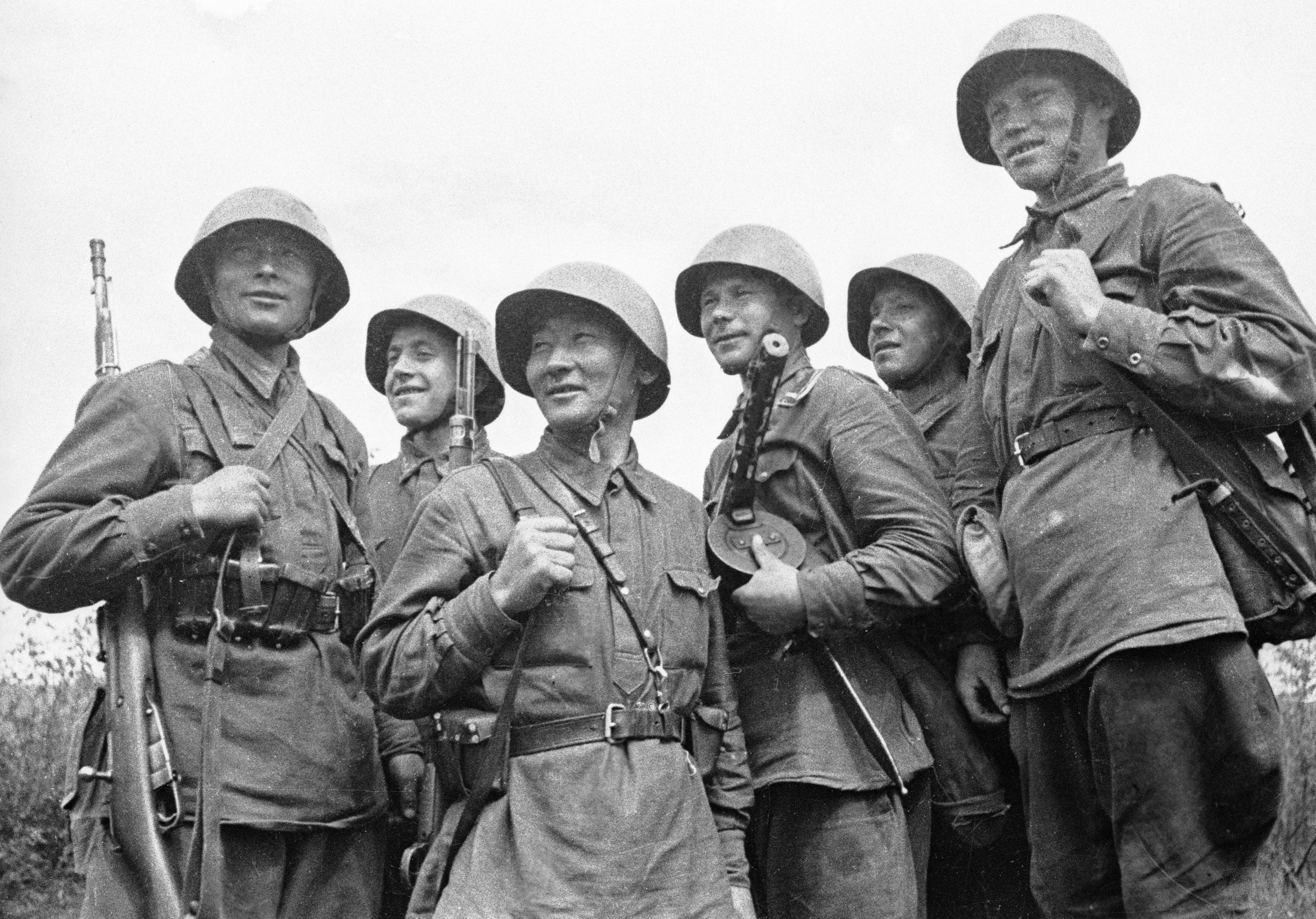
ソ連邦赤軍の兵士。中央の小銃手はロシア式、向かって左端の小銃手はドイツ式の弾薬盒を装着している。
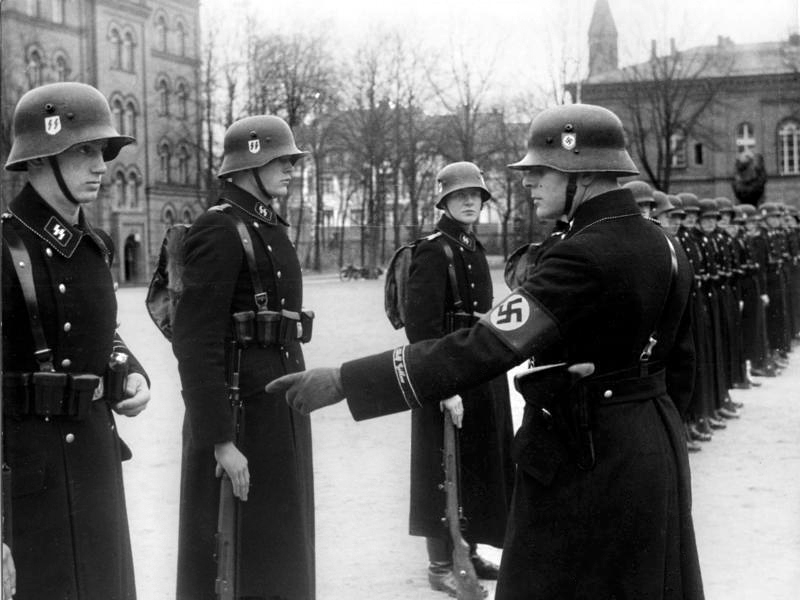
ナチス・ドイツ時代の武装親衛隊の兵士。革製のK98小銃用弾薬盒を装着している。
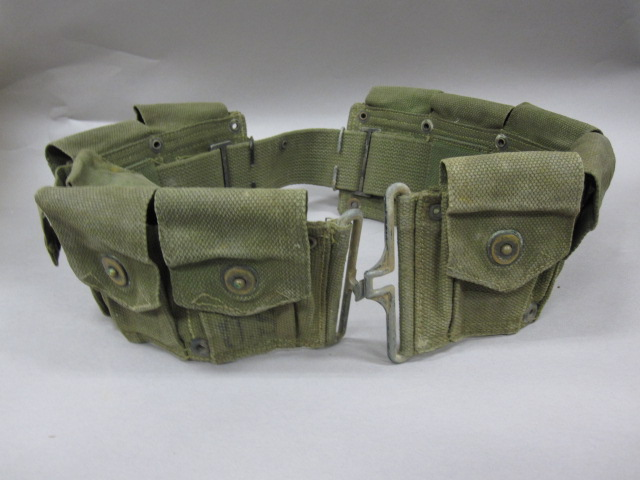
米国の布製M1923弾帯。M1903小銃用の挿弾子を収める。背嚢やサスペンダー、小物ポーチや銃剣などと連結するためのハトメも上下に設けられている。
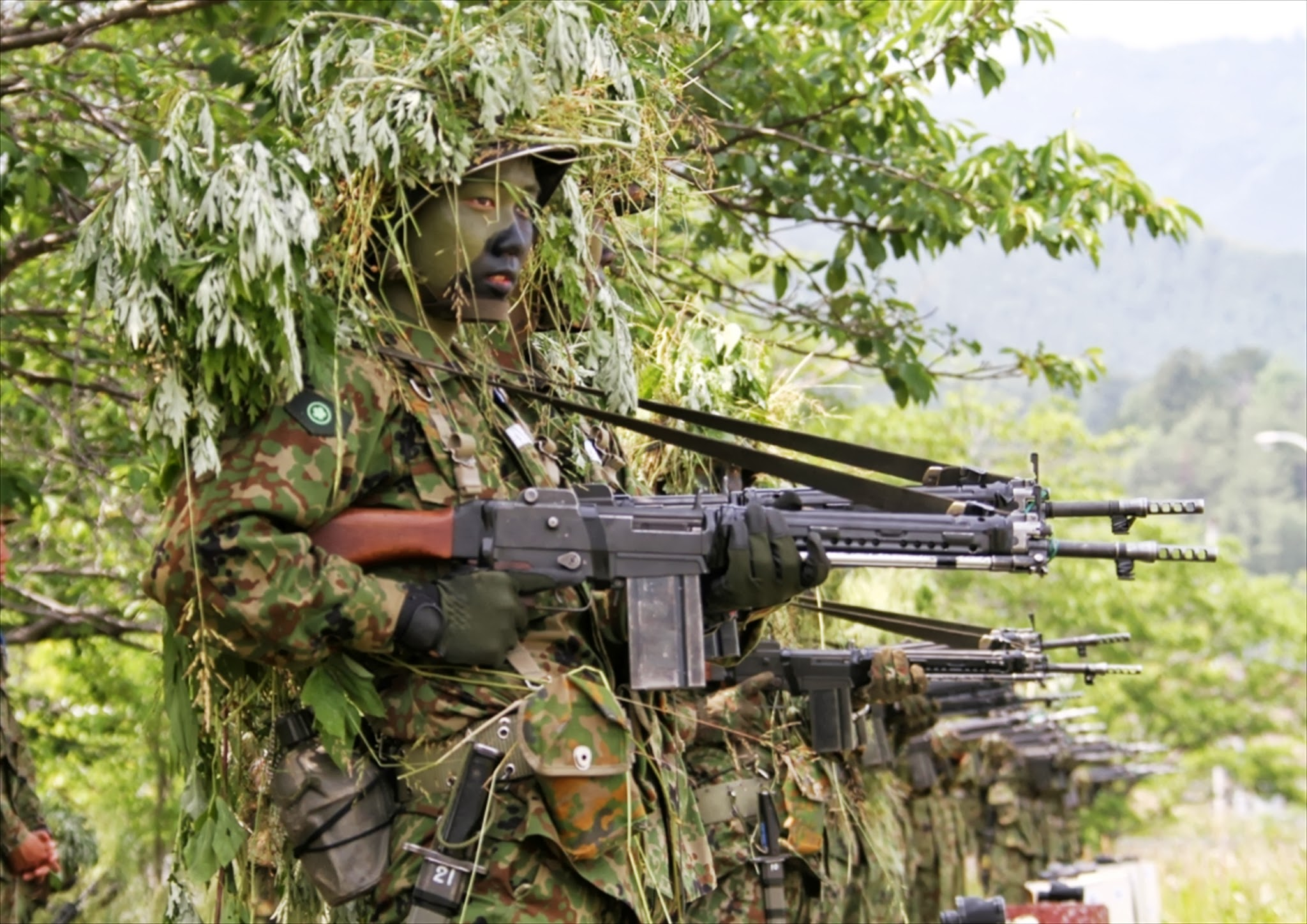
陸上自衛隊の隊員。腰の弾帯に布製弾入れや銃剣を装着している。